# La revolución no será transmitida
La revolución no será transmitida, conocida en su título original en inglés como The Revolution Will Not Be Televised o Chávez: Inside the Coup (en Español: Chávez: adentro del golpe de Estado), es una película irlandesa documental de 2003 dirigida por Kim Bartley y Donnacha Ó Briain. El documental cubre los sucesos del 11 de abril de 2002 en Venezuela, cuando el presidente Hugo Chávez fue derrocado por un golpe de Estado, y luego retornó al poder en un lapso menor a 72 horas.

## Contenido
Los cineastas irlandeses Bartley y Ó Briain habían obtenido un acceso directo a Chávez poco antes de los sucesos, con el fin de realizar un reality show biográfico del Presidente y su personal. Debido a esto, y a que también entrevistaron a ciudadanos comunes partidarios del líder venezolano, el dúo pasó un total de siete meses de rodaje en el país. El grupo de televisión irlandesa al que pertenecían —la Radio Teilifís Éireann— se encontraba en el Palacio de Miraflores cuando explotó el foco del conflicto, con el despido de la plana mayor de PDVSA, y continuaron filmando durante los días de huelga general, grabando a los partidarios y al gabinete de Chávez.

## Análisis

### Exactitud disputada
En Venezuela, el debate sobre La revolución no será televisada es "a menudo enconado". La película se ha vuelto clave para enmarcar la comprensión de la gente sobre los eventos de abril de 2002. La opinión internacional previamente aceptada era que el derrocamiento de Hugo Chávez provino de una "respuesta popular espontánea" a la represión de su régimen; la película "contradice directamente" esta posición y desde su estreno se ha convertido rápidamente en "la interpretación predominante de [la crisis]". Los críticos de la película acusan a la película de omitir o tergiversar acontecimientos importantes. Gran parte de la crítica se centra en el "uso de dispositivos [documentales] de stock por parte de los cineastas", como la composición de clips de varios eventos para presentarlos como un solo incidente. La edición paralela también representa secuencias como si ocurrieran al mismo tiempo, cuando parte del metraje se capturó en días diferentes. Bartley y Ó Briain justifican estos métodos como práctica estándar en la construcción de películas documentales realistas.
El periodista con sede en Caracas Phil Gunson, escribiendo en Columbia Journalism Review, dice que la mayoría de los críticos de cine que aceptaron la película ignoraron "la realidad compleja y desordenada" de la situación. Acusa a los cineastas de que "omiten hechos clave, inventan otros, tuercen la secuencia de eventos para apoyar su caso y reemplazan las imágenes inconvenientes con otras extraídas de los archivos". Bartley y Ó Briain argumentan que los puntos de Gunson son "temas de disputa" que "siguen dividiendo la opinión" en Venezuela. El autor Brian A. Nelson dice que Bartley y Ó Briain—en su reunión inicial con Chávez—hicieron más que simplemente invocar al general irlandés Daniel O'Leary para obtener el apoyo del presidente para filmar; Nelson alega que se ofrecieron a retratar al presidente de manera positiva a cambio de acceso abierto, con un entendimiento de "me rascas la espalda si yo rasco la tuya" que, según él, se reflejó en última instancia en la película.